# Gogo brevibarbis
Gogo brevibarbis är en fiskart som först beskrevs av Boulenger, 1911.  Gogo brevibarbis ingår i släktet Gogo och familjen Anchariidae. IUCN kategoriserar arten globalt som otillräckligt studerad. Inga underarter finns listade i Catalogue of Life.